# Герман Ценидис
Герман (на гръцки: Γερμανός) е гръцки духовник, веленски и коницки епископ от 1863 до 1876 година.

## Биография
Роден е със светската фамилия Ценидис (Τσενίδης) в Бер, тогава в Османската империя. Преподава в училището Зосимеа в Янина. На 1 юни 1863 година е ръкоположен за епископ на възстановената епископия на Вела и Коница. На 10 януари 1876 година подава оставка. Оттегля се първоначално на Света гора, а след това в Атина. Преподава в гимназията в Ламия. Умира в Атина на 28 януари 1884 година.